# Harapan Makmur (Rantau Rasau)
Harapan Makmur is een bestuurslaag in het regentschap Tanjung Jabung Timur van de provincie Jambi, Indonesië. Harapan Makmur telt 2619 inwoners (volkstelling 2010).